# Петрија Обреновић
Петрија Перка Обреновић (Брусница, 6. јул (24. јун) 1808 — Напуљ, 6. фебруар (25. јануар) 1871) била је најстарија ћерка кнеза Милоша Обреновића и прво дете које је преживело рано детињство. Крстио ју је Карађорђе.

## Биографија
Будући да је кнез Милош био патријархалан човек и није веровао у школовање женске деце, Петрија, његова миљеница, никада није ишла у школу. Са петнаест година удала се за Тодора Бајића у Земуну. Он је био образован, богат и говорио је мађарски, немачки и грчки. Студирао је финансије у Бечу где су касније живели у луксузној кући и имању. Поводом њене просидбе, кнез Милош је за конак у Крагујевцу наручио порцеланске тањире и шоље из Беча, дијадему намењену Петрији, дрвене столице и столове (за разлику од дотадашњих троношки и сећија), као и хаљине за младу. Тек након удаје се делимично образовала. Осим што је била прва Српкиња која се удала у венчаници, била је и прва жена у Србији која се нашла на портрету у то време. Насликао га је Павле Ђурковић, али нажалост није сачуван. Све до 1829. године носила је народну ношњу.
Имала је четири сина – Лазара, Настаса, Јеврема и Милоша (који је постао барон). Отац јој је давао савете око њиховог подизања. Њеној деци су предавали приватни учитељи, а успут је и она учила.
Умрла је у Напуљу 6. фебруара (25. јануара) 1871. године.

## Писма оцу
Јоца Вујић (1863—1934) био је српски добротвор и богаташ из Сенте чија се архивска грађа налази у Универзитетској библиотеци „Светозар Марковић” у Београду. До сада недовољно истражена, значајна је за истраживање временског периода кнеза Милоша. Сачињава је галерија од 400 слика, библиотека од 20000 књига (претежно старих, међу којима и један српски буквар из 1739), 3000 докумената и предмета и велики број писама (око 1427 докумената, а 565 писама кнеза Милоша, међу којима и она упућена деци или добијена од њих). У склопу грађе налази се и 19 писама Петрије. Код родитеља је породично путовала два пута годишње. Писма су писана из Варадије, Земуна, Вршца и Медахије (од 1846. до 1858).